# Proletkult (romanzo)
Proletkult è un romanzo del collettivo di scrittori italiani Wu Ming. È stato pubblicato in Italia da Einaudi nel 2018. Ambientato in Russia prima e dopo la Rivoluzione d’Ottobre, è incentrato sulla figura dello scrittore, scienziato e teorico marxista Aleksandr Bogdanov, tra i principali fondatori del Proletkult – Пролетарские культурно-просветительные организации; traslitterato: Proletarskie kul'turno-prosvetitel'nye organizacii, «Organizzazione Culturale-educativa Proletaria» – nonché pioniere della fantascienza in lingua russa e autore del classico Stella Rossa (Красная звезда). 
Per scrivere Proletkult il collettivo Wu Ming si è avvalso della consulenza di Daniela Steila, esperta di filosofia russa e di Bogdanov, curatrice insieme a Jutta Scherrer del volume Gor'kij-Bogdanov e la scuola di Capri. Una corrispondenza inedita (1908-1911) (Carocci, Roma 2017).
Il romanzo è dedicato alla memoria di Severino Cesari, giornalista e redattore editoriale, co-fondatore della collana Stile Libero di Einaudi.
È stato tradotto in catalano, francese, greco e spagnolo.

## Rapporto conUfo 78
A partire dal 2014, durante le ricerche e la scalettatura del romanzo che sarebbe diventato Ufo 78 (2022), crebbero di volume e importanza i riferimenti a Bogdanov e Stella rossa, tanto che "da una costola" di quel romanzo ne nacque un altro, Proletkult.
Dopo l'uscita di quest'ultimo, nell'autunno 2018, gli autori tornarono al progetto originario e scrissero Ufo 78.

## Trama
Proletkult si presenta come uno spin-off di Stella rossa. Nel 1927, anno del decennale della Rivoluzione, giunge a Mosca una giovane donna che si presenta col nome “Denni” e afferma di provenire da un pianeta lontanissimo, Nacun. Dice di essere figlia di Leonid Voloch, bolscevico che dopo il fallimento della rivoluzione del 1905 visitò il suo pianeta e conobbe una società conforme agli ideali del socialismo. Denni è in cerca di suo padre. Tra le sue cose abbandonate ha trovato una copia di Stella Rossa. Su quelle pagine ha letto la storia del viaggio di Voloch, quasi uguale a come la conosce lei, con Nacun sostituito da Marte. Ne trae la conclusione che Voloch raccontò del proprio viaggio a Bogdanov, il quale ne scrisse una versione romanzata. Il passo successivo è cercare Bogdanov stesso. 
Dal momento dell’incontro tra Bogdanov e Denni, il romanzo si sviluppa in alternanza tra il presente del 1927 e sempre più numerosi flashback riguardanti il passato di Bogdanov.

## Personaggi principali
- Denni, giovane donna dall’aspetto androgino che si dichiara per metà umana e per metà nacuniana.
- Aleksandr Aleksandrovič Bogdanov, scrittore, medico e rivoluzionario russo.
- Natalya Bogdanovna Korsak, rivoluzionaria russa, infermiera, moglie di Bogdanov.
- Anatolij Vasil'evič Lunačarskij, commissario del popolo per l’istruzione della Repubblica Socialista Sovietica Russa.
- Aleksandra Michajlovna Kollontaj, rivoluzionaria russa, pioniera del pensiero femminista.
- Lenin, rivoluzionario russo, fondatore della corrente bolscevica del POSDR e poi del Partito comunista russo (bolscevico).
- Nadežda Konstantinovna Krupskaja, rivoluzionaria e pedagogista, vedova di Lenin.
- Leonid Voloch, rivoluzionario, protagonista travisato del romanzo Stella rossa.

## Ricezione critica
Il critico Massimo Raffaeli ha scritto:
Le due sequenze si incontrano, si armonizzano senza tuttavia contaminarsi come accade di regola nelle misture postmoderne. Lo stile è sobrio, controllato e scandito dal ritmo equanime che è la cifra di Wu Ming. Vi si irradia l’eco di un conflitto secolare, i riflessi tuttora persistenti di un grande bagliore, le fisiche ustioni di quanto fu detto “il sogno di una cosa”, se non altro a ricordarci che noi non viviamo, qui e ora, nel migliore dei mondi possibili.»
Recensendo il romanzo su Pulp Libri Alessandro Fambrini ha fatto notare come alle situazioni storiche documentate Wu Ming sovrapponga continuamente
Sul mensile letterario francese Lire Bernard Quiriny ha definito Proletkult

## Opere derivate
Dal romanzo è stato tratto ‘'Bogdanoviana’’, spettacolo di parole e musica con Wu Ming 2, il pianista e compositore Andrea Rebaudengo e il percussionista Simone Beneventi. I testi sono ricavati dal romanzo e da scritti dello stesso Bogdanov, per lo più inediti in lingua italiana. Le musiche, riarrangiate ad hoc, sono principalmente di compositori sovietici attivi dal 1917 al 1927: Dmitrij Šostakovič, Sergej Prokof'ev, Nikolai Roslavec e altri. 

## Edizioni italiane ed estere
- Wu Ming, Proletkult, Einaudi, Torino 2018, ISBN 978-88-0623-694-6.
- Wu Ming, Proletkult, Tigre de Paper, Barcelona 2002 (Catalano), ISBN 978-84-16855-70-4.
- Wu Ming, Proletkult, Anagrama, Barcelona 2020 (Spagnolo), ISBN 978-84-339-8067-0.
- Wu Ming, Proletkult, Métailié, Parigi 2022, ISBN 979-10-226-1175-6.
- Wu Ming, Proletkult, Einaudi Super ET, Torino 2020, ISBN 978-88-0624-342-5.
- Wu Ming, Προλετκουλτ, Οι Εκδόσεις των Συναδέλφων, Atene 2022, ISBN 978-61-8557-109-2.